# Hexatoma (Eriocera) pacifica
Hexatoma (Eriocera) pacifica is een tweevleugelige uit de familie steltmuggen (Limoniidae). De soort komt voor in het Nearctisch gebied.